# 21号族
21号族（21ごうそく、英: Family 21）とは、クイーン・アンのムーナム・バルブ・メア（Queen Anne's Moonah Barb Mare）と呼ばれる牝馬を祖先にもつサラブレッドの牝系（母系）一族のこと。2006年現在までにアレクサンドローヴァ、エクセラー、ブロードブラッシュ、インリアリティ等を出した。日本ではタマモクロス、ミヤマポピーが代表馬になる。
この項目ではセリマも21号族として扱う。この馬は1745年（あるいは1746年）にイギリスで生まれ、後にアメリカ合衆国に輸出された事になっている。セリマの子孫はイギリスには残らなかったため、ジェネラルスタッドブック第一巻の初版からは漏れ、100年近く後に米国産馬フォックスホールがイギリスで大レースを勝つに至り1891年の第5版でやっと追記された。この際セリマは15号族牝馬の産駒として登録された。しかし、後に調査が進むにつれ、セリマは21号族に属している可能性が高くなってきた。現在スタッドブックは修正されていないが、本項目はこちらに従う。なお、アメリカンナンバー最大の勢力であるA4もセリマの子孫の可能性が高いとされる。A4を除くセリマの子孫にはベイタウン、ハノーヴァー、フォックスホール等がいる。

## 牝系図
- Queen Anne's Moonah Barb Mare （1700） -- F-No.21
  - Leedes Mare（1716）
    - Whitefoot Mare（1731, Whitefoot）
      - Hobgoblin Mare（1737, Hobgoblin）
        - Sophia（1748, Godolphin Arabian）
          - Oroonoko Mare（1757, Oroonoko）
            - Sampson Mare（1765, Sampson）
              - Damascus Arabian Mare（1778, Damascus Arabian）
                - Ancaster Mare（1788, Ancaster）
                  - Miss Grimstone（1796, Weazle）
                    - Orville Mare（1812, Orville）
                      - Wagtail（1818, Prime Minister） -- F-No.21-a

      - Shireborn（1739, Hobgoblin）
        - Selima（1745, Godolphin Arabian）（F-No.15-c）
          - Black Selima（1765, Fearnought）
            - Young Selima（Tayloe's Yorick）
              - Calypso（1792, Medley） >> Medley Mare Number 2 -- →F-No.A4